# Robert Hazard (Politiker)
Robert Hazard (* 12. September 1702 in South Kingstown, Colony of Rhode Island and Providence Plantations; † 1751 ebenda) war ein Vizegouverneur (Deputy Governor) der Colony of Rhode Island and Providence Plantations.

## Werdegang
Robert Hazard, Sohn von Stephen Hazard, wurde während der Kolonialzeit im Washington County geboren. Sein Großvater war Robert Hazard aus Portsmouth (Newport County) und sein Urgroßvater Thomas Hazard, welcher von Boston (Massachusetts) aus nach Portsmouth hinzog. Über seine Jugendjahre ist nichts bekannt. Hazard wurde 1722 Freeman in South Kingstown. 1734 erhielt er eine Anstellung als Deputy in der Rhode Island’s General Assembly – eine Position, welche er bis 1749 innehatte. Hazard wurde 1750 zum Vizegouverneur gewählt. Er verstarb 1751 vor dem Ende seiner einjährigen Amtszeit.
Hazard lebte in Point Judith, an der Südspitze von South Kingstown, auf Land, welches er von seinem Vater geerbt hatte. Er heiratete Esther Stanton, Tochter von Esther Gallup und Joseph Stanton. Das Paar bekam neun Kinder: Joseph, Elizabeth, Esther, Stephen, Robert, Samuel, Hannah, Joshua und Stanton. Sein Sohn Joseph heiratete Hannah Nichols, Tochter von Vizegouverneur Jonathan Nichols. Hazard war ein Cousin ersten Grades von George Hazard, einem früheren Vizegouverneur der Kolonie.